# Durasko
Durasko je malý lesní rybníček o výměře 0,24 ha nalézající se v lese asi 300 m západně od obce Pravy v okrese Pardubice. Nemá vlastní přítok, je závislý zejména na zimních srážkách („nebeský rybník“). U rybníčka se nalézá klubovna místního mysliveckého spolku.

## Galerie

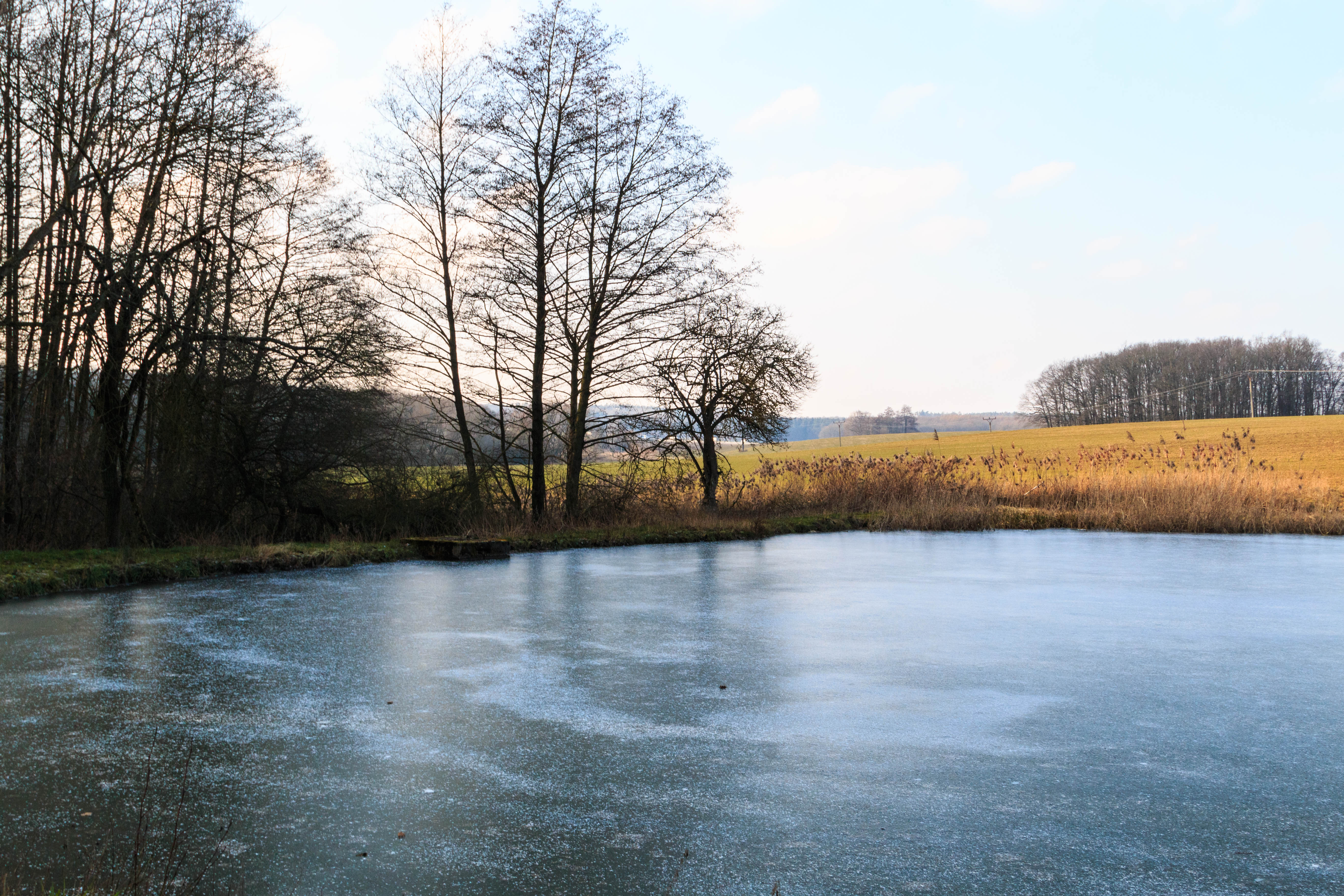
Rybníček Durasko u obce Pravy
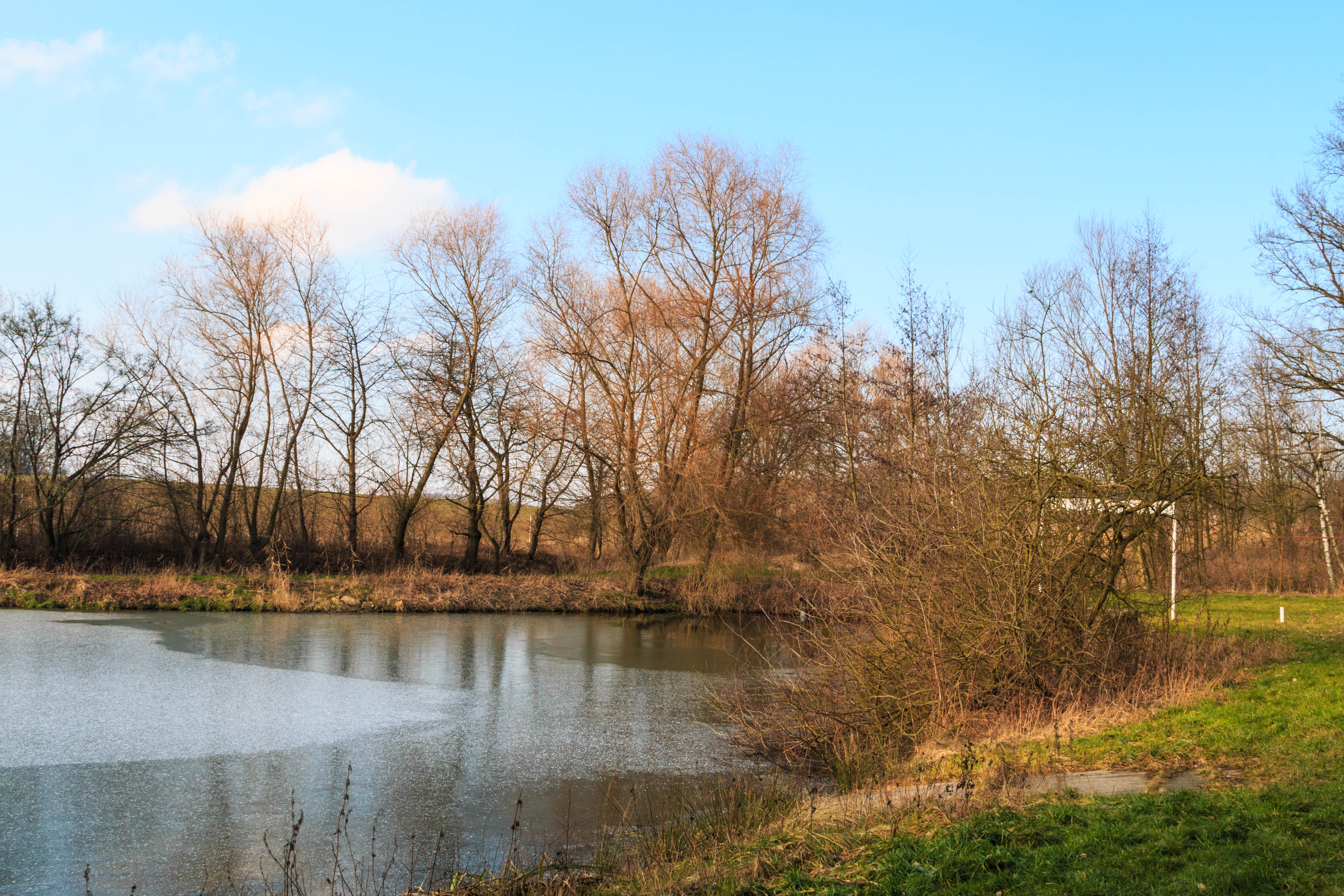
Rybníček Durasko u obce Pravy
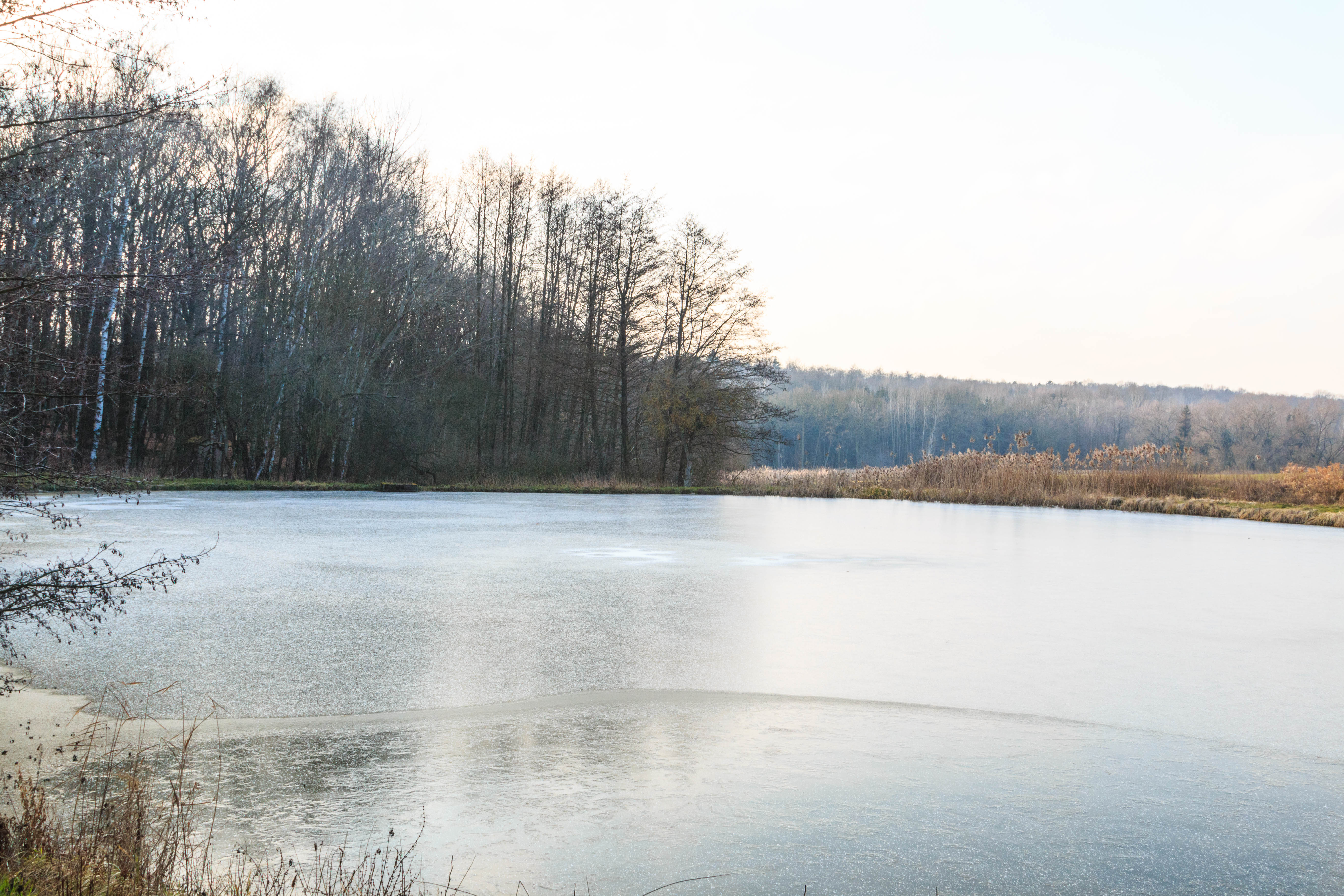
Rybníček Durasko u obce Pravy
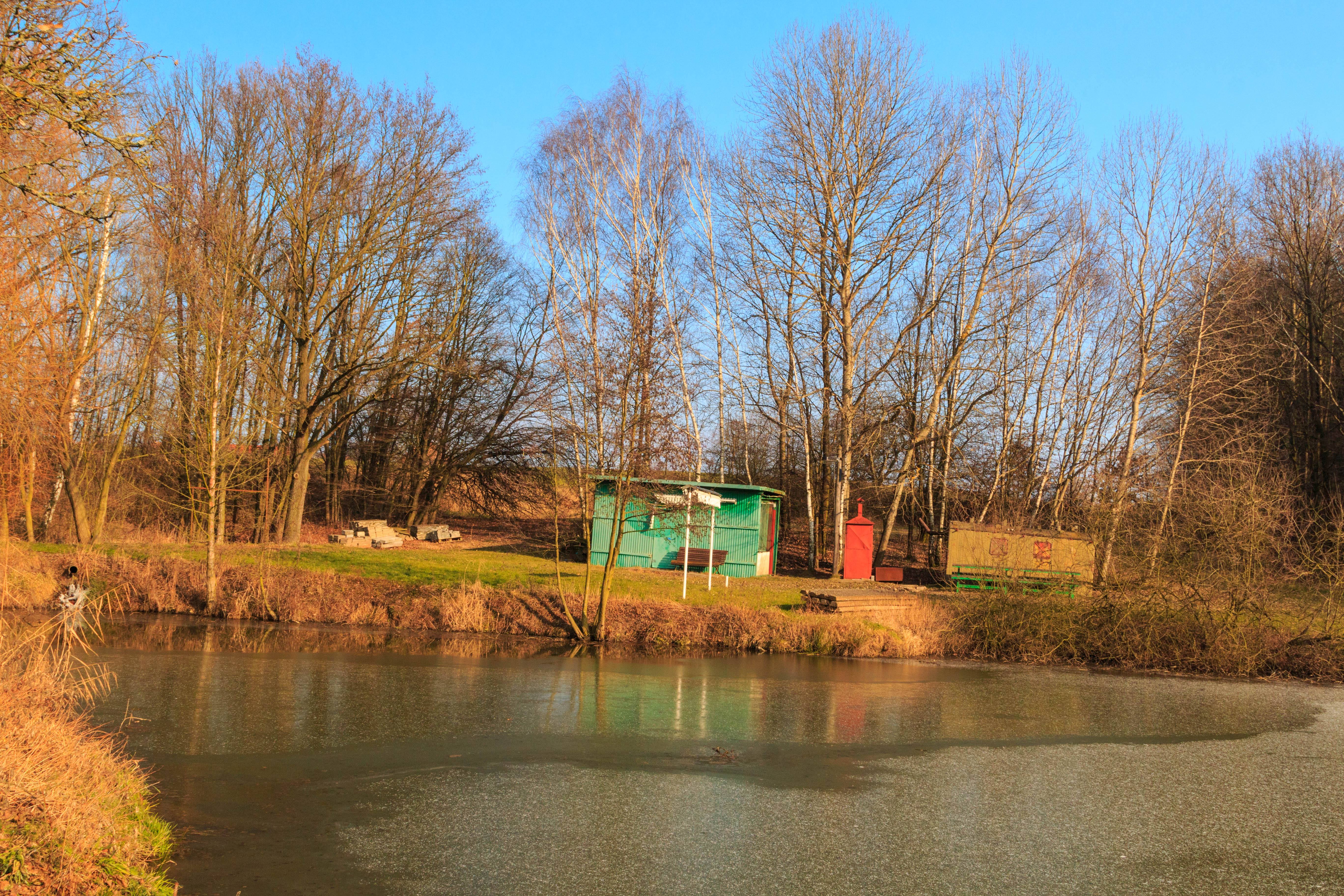
Rybníček Durasko u obce Pravy
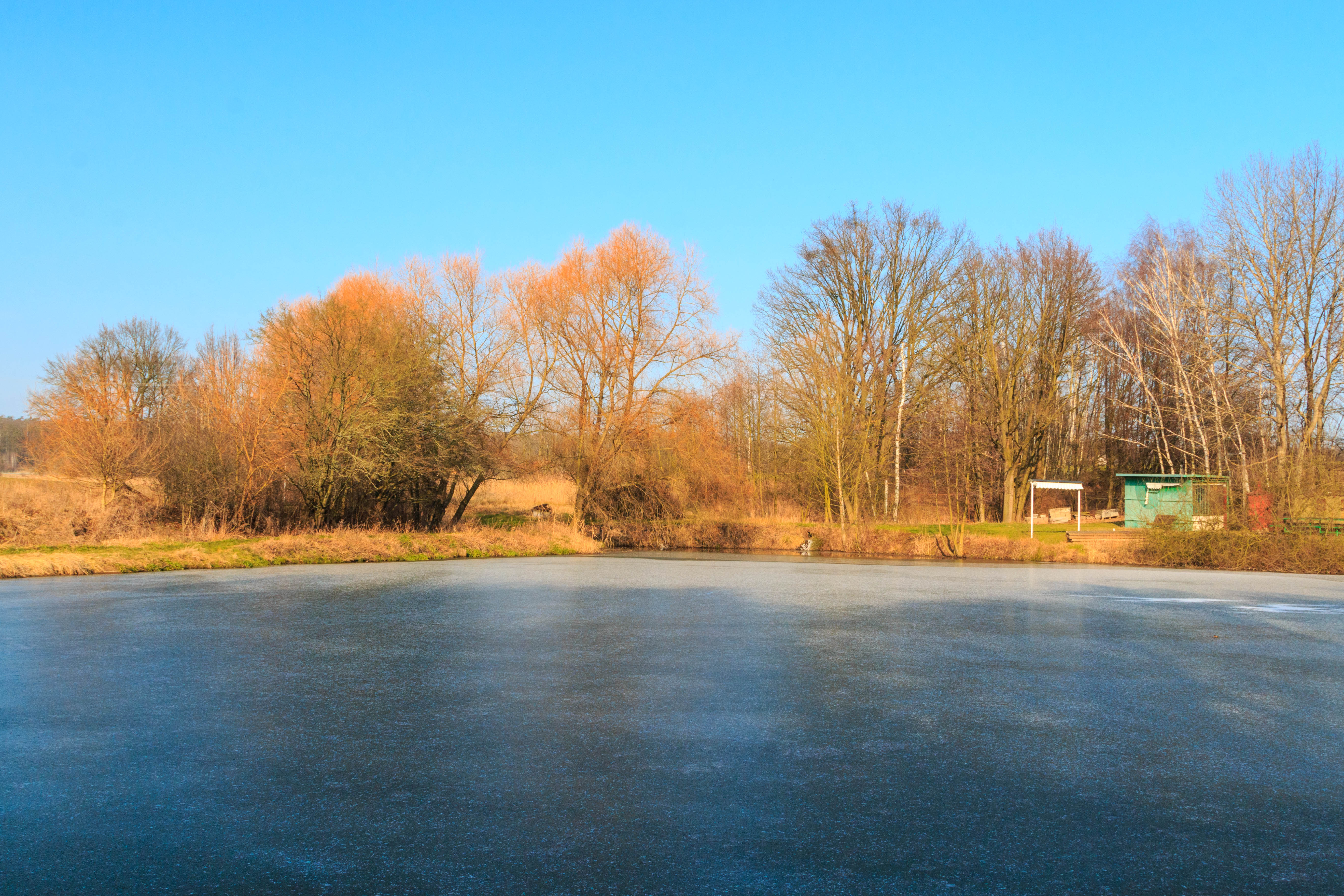
Rybníček Durasko u obce Pravy